# 오돈 미에슈코비츠
오돈 미에슈코비츠(폴란드어: Odon Mieszkowic)는 비엘코폴스카 공작이었으며 미에슈코 3세의 아들이다.

## 생애
오돈의 이름은 1161년 5월 21일 폴란드 최초의 세임(Sejm)이 있던 웬지차(Łęczyca)에서 발행된 문서에 서명자로 처음 등장했다.
1177년, 오돈은 미에슈코 3세가 그의 두 번째 결혼의 후손들에게 보여준 편애 때문에 자신의 아버지 미에슈코 3세에 대항하는 레서 폴란드 귀족들의 반란에 가담했다. 또한 대공은 오돈을 계승에서 제거하기 위해 사제가 되도록 강요했다. 또한 오돈은 땅을 갖고 싶었고 그레이터 폴란드 공국을 정복할 기회를 찾았다. 그의 삼촌 카시미르 2세 저스트(Casimir II the Just)도 그를 지원했다. 전쟁은 1179년 미에슈코 3세가 폐위되고 보헤미아로 추방될 때까지 2년 동안 지속되었다.
1181년 미에슈코 3세는 폴란드로 돌아갔다. 포메라니안의 도움을 받아 그는 그레이터 폴란드를 회복했을 뿐만 아니라 그니에즈노와 칼리슈를 포함하도록 확장했다. 1191년에 미에슈코 3세는 공국을 나누었다. 오돈은 포즈난을, 그의 동생 미에슈코 4세는 칼리슈를, 미에슈코 3세는 그니에즈노를 유지했다. 일부 역사가들은 한때 그가 죽을 때까지 그레이터 폴란드 수도에 남아 있었다고 믿었다.
1193년 8월 2일 오돈의 이복동생 미에슈코 4세가 죽자 오돈은 아버지의 축복을 받아 칼리슈 공국을 얻었다.
오돈이 높은 수준의 자율성을 암시하는 "Odon Dux"(오돈 공작)라는 비문이 새겨진 동전이 회수된 조폐국을 설립했다는 사실 외에는 칼리슈에 대한 오돈의 통치에 대해 알려진 바가 거의 없다.
오돈은 1194년 4월 20일에 사망했다. 그는 포즈난 대성당에 묻혔다.